# (3022) Dobermann
Pour les articles homonymes, voir Dobermann (homonymie).
(3022) Dobermann est un astéroïde de la ceinture principale.

## Description
(3022) Dobermann est un astéroïde de la ceinture principale. Il fut découvert par Zdeňka Vávrová le 16 septembre 1980 à l'observatoire Klet'. Il présente une orbite caractérisée par un demi-grand axe de 1,93 UA, une excentricité de 0,103 et une inclinaison de 23,5° par rapport à l'écliptique.
Il fut nommé en hommage au zoologue allemand et astronome amateur Karl Friedrich Louis Dobermann (1834-1894) qui donna son nom à la célèbre race de chiens Dobermann.

## Compléments